# Arteria interósea recurrente
La arteria recurrente radial posterior o arteria interósea recurrente es una arteria que se origina en la arteria interósea posterior. No presenta ramas.

## Distribución
Se distribuye hacia la cara posterior de la articulación del codo; se anastomosa con la Arteria Colateral media rama de la arteria Braquial Profunda y con la Arteria colateral Ulnar Inferior, rama de la arteria Braquial, para formar parte de la anastomosis del codo.